# Mistrzostwa Świata Juniorów w Narciarstwie Alpejskim 2016
35. Mistrzostwa świata juniorów w narciarstwie alpejskim – zawody w narciarstwie alpejskim, które odbyły się w dniach 25 lutego – 5 marca 2016 roku na trasach olimpijskich w rosyjskim ośrodku narciarskim Roza Chutor. Rozegranych zostało po 5 konkurencji dla kobiet i mężczyzn, a także zawody drużynowe.

## Wyniki
| Pozycja | Zawodnik        | Narodowość        | Czas    |
| ------- | --------------- | ----------------- | ------- |
|         | Erik Arvidsson  | Stany Zjednoczone | 1:11,66 |
|         | Stefan Babinsky | Austria           | 1:11,86 |
|         | Victor Schuller | Francja           | 1:12,01 |
| 4.      | Sam Morse       | Stany Zjednoczone | 1:12,13 |
| 5.      | Štefan Hadalin  | Słowenia          | 1:12,14 |
| 6.      | Tomas Markegård | Norwegia          | 1:12,16 |

| Pozycja | Zawodnik            | Narodowość        | Czas    |
| ------- | ------------------- | ----------------- | ------- |
|         | Valérie Grenier     | Kanada            | 1:13,95 |
|         | Beatrice Scalvedi   | Szwajcaria        | 1:14,02 |
|         | Nicol Delago        | Włochy            | 1:14,26 |
| 4.      | Breezy Johnson      | Stany Zjednoczone | 1:14,38 |
| 5.      | Elisabeth Reisinger | Austria           | 1:14,69 |
| 6.      | Anouk Bessy         | Francja           | 1:14,70 |

| Pozycja | Zawodnik        | Narodowość | Czas    |
| ------- | --------------- | ---------- | ------- |
|         | Matthieu Bailet | Francja    | 1:09,95 |
|         | James Crawford  | Kanada     | 1:10,32 |
|         | Marco Odermatt  | Szwajcaria | 1:10,48 |
| 4.      | Miha Hrobat     | Słowenia   | 1:10,53 |
| 5.      | Iwan Kuzniecow  | Rosja      | 1:10,67 |
| 6.      | Stefan Babinsky | Austria    | 1:10,72 |

| Pozycja | Zawodnik            | Narodowość | Czas    |
| ------- | ------------------- | ---------- | ------- |
|         | Nina Ortlieb        | Austria    | 1:10,48 |
|         | Valérie Grenier     | Kanada     | 1:10,55 |
|         | Verena Gasslitter   | Włochy     | 1:10,81 |
| 4.      | Aline Danioth       | Szwajcaria | 1:10,84 |
| 5.      | Elisabeth Reisinger | Austria    | 1:11,48 |
| 6.      | Estelle Alphand     | Francja    | 1:11,52 |

| Pozycja | Zawodnik               | Narodowość | Czas    |
| ------- | ---------------------- | ---------- | ------- |
|         | Marco Odermatt         | Szwajcaria | 2:14,32 |
|         | Elie Gateau            | Francja    | 2:14,69 |
|         | Maximilian Lahnsteiner | Austria    | 2:15,47 |
| 4.      | Marcus Monsen          | Norwegia   | 2:16,40 |
| 5.      | James Crawford         | Kanada     | 2:16,73 |
| 6.      | Štefan Hadalin         | Słowenia   | 2:16,88 |

| Pozycja | Zawodnik         | Narodowość | Czas    |
| ------- | ---------------- | ---------- | ------- |
|         | Jasmina Suter    | Szwajcaria | 2:12,39 |
|         | Riikka Honkanen  | Finlandia  | 2:12,62 |
|         | Mélanie Meillard | Szwajcaria | 2:12,66 |
| 4.      | Aline Danioth    | Szwajcaria | 2:13,11 |
| 5.      | Nina Ortlieb     | Austria    | 2:13,35 |
| 6.      | Katharina Truppe | Austria    | 2:13,55 |

| Pozycja | Zawodnik          | Narodowość | Czas    |
| ------- | ----------------- | ---------- | ------- |
|         | Istok Rodeš       | Chorwacja  | 1:36,84 |
|         | Frederik Norys    | Niemcy     | 1:37,49 |
|         | Elias Kolega      | Chorwacja  | 1:37,69 |
| 4.      | Tommaso Sala      | Włochy     | 1:38,73 |
| 5.      | James Crawford    | Kanada     | 1:38,83 |
| 6.      | Noel Von Grünigen | Szwajcaria | 1:39,12 |

| Pozycja | Zawodnik             | Narodowość | Czas    |
| ------- | -------------------- | ---------- | ------- |
|         | Elisabeth Willibald  | Niemcy     | 1:37,41 |
|         | Katharina Gallhuber  | Austria    | 1:37,70 |
|         | Katharina Huber      | Austria    | 1:38,56 |
| 4.      | Aline Danioth        | Szwajcaria | 1:40,35 |
| 5.      | Lucrezia Lorenzi     | Włochy     | 1:41,00 |
| 6.      | Kristin Anna Lysdahl | Norwegia   | 1:41,36 |

| Pozycja | Zawodnik       | Narodowość | Czas    |
| ------- | -------------- | ---------- | ------- |
|         | Štefan Hadalin | Słowenia   | 1:56,16 |
|         | Marcus Monsen  | Norwegia   | 1:57,10 |
|         | Istok Rodeš    | Chorwacja  | 1:57,49 |
| 4.      | Mathias Graf   | Austria    | 1:57,63 |
| 5.      | James Crawford | Kanada     | 1:58,07 |
| 6.      | Miha Hrobat    | Słowenia   | 1:58,10 |

| Pozycja | Zawodnik                     | Narodowość        | Czas    |
| ------- | ---------------------------- | ----------------- | ------- |
|         | Aline Danioth                | Szwajcaria        | 1:59,32 |
|         | Kathrin Hirtl-Stanggassinger | Niemcy            | 2:00,23 |
|         | Saša Brezovnik               | Słowenia          | 2:00,56 |
| 4.      | Jole Galli                   | Włochy            | 2:01,37 |
| 5.      | Kira Weidle                  | Niemcy            | 2:01,46 |
| 6.      | Galena Wardle                | Stany Zjednoczone | 2:01,66 |

## Drużynowo
| Konkurencja           | Data    | Złoto                                                                    | Srebro                                                                | Brąz                                                                                     |
| Rywalizacja drużynowa | 4 marca | Słowenia · Saša Brezovnik · Štefan Hadalin · Miha Hrobat · Aljaž Dvornik | Szwecja · Lovisa Grant · Lisa Hörnblad · Ludwig Cassman · Hannes Grym | Norwegia · Kristin Anna Lysdahl · Thea Louise Stjernesund · Timon Haugan · Marcus Monsen |

## Klasyfikacja medalowa
| Miejsce | Państwo           |   |   |   | złoto · srebro · brąz |
| ------- | ----------------- | - | - | - | --------------------- |
| 1.      | Szwajcaria        | 3 | 1 | 2 | 6                     |
| 2.      | Słowenia          | 2 | 0 | 1 | 3                     |
| 3.      | Austria           | 1 | 2 | 2 | 5                     |
| 4.      | Kanada            | 1 | 2 | 0 | 3                     |
| 4.      | Niemcy            | 1 | 2 | 0 | 3                     |
| 6.      | Francja           | 1 | 1 | 1 | 3                     |
| 7.      | Chorwacja         | 1 | 0 | 2 | 3                     |
| 8.      | Stany Zjednoczone | 1 | 0 | 0 | 1                     |
| 9.      | Norwegia          | 0 | 1 | 1 | 2                     |
| 10.     | Finlandia         | 0 | 1 | 0 | 1                     |
| 10.     | Szwecja           | 0 | 1 | 0 | 1                     |
| 12.     | Włochy            | 0 | 0 | 2 | 2                     |